# Луис Буњуел
Луис Буњуел Портолес (шп. Luis Buñuel Portolés, 22. фебруар 1900 — 29. јул 1983) био је, по рођењу, шпански редитељ и филмски стваралац, који је стварао углавном у Мексику и Француској, али такође и у његовој рођеној земљи Шпанији, као и у Сједињеним државама.
Кад је Буњуел умро у својој 83. години, његова посмртница у Њујорк Тајмсу назвала га је „иконокластом, моралистом, и револуционаром који је био лидер авангарде надреализма у својој младости и доминантан међународни филмски режисер пола века касније”. Његов први филм, Андалузијски пас, направљен у доба немог филма, критичар Роџер Иберт је назвао „најпознатијим филмом икад направљеним”, а за његов последњи филм, Тај мрачни предмет жеља, направљен 48 година касније, награђен је наградама Најбољи режисер које додељују Национални одбор за рецензију филмова и Национално друштво филмских критичара. Писац Октавио Паз је назвао Буњуелов рад „браком филмске слике са поетском сликом, који ствара нову реалност ... скандалозну и субверзивну”.
Често асоциран са надреалистичким покретом 1920-их, Буњуел је креирао филмове од 1920-их до 1970-их. Његов рад обухвата два континента, три језика и низ жанрова, укључујући авангардни филм, документарни филм, мелодраме, сатире, мјузикле, еротику, комедије, романсе, историјске драме, фантазију, криминалистички филм, авантуристички филм, и вестерн. Упркос овој разноликости, редитељ Џон Хјустон је веровао да је, без обзира на жанр, Буњуелов филм толико карактеристичан да се одмах препознаје, или, како је Ингмар Бергман то рекао, „Буњуел је скоро увек правио Буњуелове филмове”.
Шест Буњуелових филмова је уврштено у критички избор Sight & Sound 2012. године најбољих 250 филмова свих времена. Петнаест његових филмова је укључено у They Shoot Pictures, Don't They? списак са 1.000 највећих филмова свих времена, по чему се он рангира на другом месту, једино иза Жан-Лик Годара, са шеснаест филмова, и он је рангиран на тринаесто место њиховог списка најбољих 250 режисера.

## Биографија
Буњуел је рођен у Каланди, Теруел, у шпанској области Арагон. Родитељи су му били Леонардо Буњуел и Марија Портолес, а његова два брата звали су се Алфонсо и Леонардо, док су његове четири сестре биле Алисија, Кончита, Маргарита и Марија. Имао је строго језуитско образовање, после чега се уписао на Универзитет у Мадриду. Док је студирао на мадридском универзитету постао је веома близак пријатељ са сликарем Салвадором Далијем и песником Федериком Гарсијом Лорком, као и другим значајним шпанским уметницима који су живели у то време по студентским домовима. Буњуел је најпре студирао природне науке и агрономију, затим инжињеринг на универзитету, да би се касније пребацио на филозофију. Након смрти његовог оца, 1923, Буњуел је осетио велику потребу да напусти земљу и, у 1925, он се сели у Париз, где се запошљава као секретар у организацији под називом “Међународно удружење за интелектуалну сарадњу”. Касније налази посао у Француској као помоћник редитеља Жан Епстина (Jean Epstein) на снимању “Мопрата” (Mauprat) и Марија Налпаса (Mario Nalpas) у филму “Тропска сирена” (La Sirène des Tropiques), да би после тога, заједно са Салвадором Далијем написао сценарио и затим снимио 16-минутни кратки филм “Андалузијски пас” (Un chien andalou), 1929. године. Овај филм, који се састоји од серије шокантних, па понекад чак и стравичних сцена фројдовске природе (као што је споро сечење очне јабучице једне жене помоћу оштрице бријача), био је примљен са ентузијазмом од стране француских надреалиста онога времена, а и касније је настављено редовно са његовим приказивањем унутар филмске заједнице, све до данашњих дана.
Буњуел је наставио у истом маниру са својим следећим филмом “Златно доба” (“L'Âge d'Or”), делимично заснованом на Маркиз де Садовим “120 дана Содоме”. Овај филм је започет као његова нова сарадња са Далијем, али је постао Буњуелов самостални пројекат захваљујући њиховом међусобном разлазу, који се десио пре почетка снимања филма. Током овог филма он је максимално исказао своје непознавање филмске технике, снимајући углавном све у једној секвенци и користећи скоро сваки метар филма који је снимио. Филм “Златно доба” требало је да представља његов напад на католицизам и, према томе, створио је чак још и већи скандал од “Андалузијског пса”. Десничарска штампа критиковала је овај филм навелико и полиција је ставила забрану на његово приказивање која је трајала педесет година.
После “Златног доба” Буњуел се враћа у Шпанију где снима филм под називом “Земља без хлеба” (“Las Hurdes: Tierra Sin Pan”, 1933), документарни филм о животу сељака. Било је то у време када је Франциско Франко полако освајао власт у Шпанији. Године 1936, започео је Шпански грађански рат. Времена су се брзо мењала и Буњуел је увидео да некоме са његовим политичким и уметничким сензибилитетом више није место у фашистичкој Шпанији.

## Филмографија

### Режисер
- Андалуски пас (Un chien andalou, 1929)
- Златно доба (L'Âge d'or, 1930)
- Земља без хлеба (Las Hurdes, 1933)
- (1936)
- (1937)
- Велики касино (Gran Casino, 1947)
- (1949)
- Заборављени (Los Olvidados, 1950)
- Сузана (Susana, 1951)
- (1951)
- Успон у небо (Subida al cielo, 1952)
- (1952)
- Животиња (El Bruto, 1953)
- Он (1953)
- (1954)
- Оркански висови (Abismos de pasión, 1954)
- Робинзон Крусо (Robinson Crusoe, 1954)
- Злочиначки живот Арчибалда де ла Круза (Ensayo de un crimen, 1955)
- (1955)
- То се зове зора (Cela s'appelle l'aurore, 1956)
- Смрт у том врту (La Mort en ce jardin, 1956)
- Назарен (Nazarín, 1959)
- Грозница расте у Ел Пау (La Fièvre monte à El Pao, 1959)
- Девојка (The Young One, 1960)
- Виридијана (Viridiana, 1961)
- Анђео уништења (El Ángel exterminador, 1962)
- Дневник једне собарице (Le Journal d'une femme de chambre, 1964)
- Симеон пустињак (Simón del desierto, 1965)
- Лепотица дана (Belle de jour, 1967)
- Млечни пут (La Voie lactée, 1969)
- Тристана (Tristana, 1970)
- Дискретни шарм буржоазије (Charme discret de la bourgeoisie, 1972)
- Фантом слободе (Le Fantôme de la liberté, 1974)
- Тај мрачни предмет жеља (Cet obscur objet du désir, 1977)